# Гофбург
Го́фбурґ (нім. Hofburg) — резиденція імператорів Австрії, яка довгий час слугувала домівкою для найвпливовіших людей Австрійської історії, включаючи родовід Габсбургів, володарів Австро-Угорської імперії. Нині Гофбурґ слугує офіційною резиденцією Президента Австрії. Він також знаний як зимова резиденція, тоді як Шенбруннський палац вважається літньою резиденцією.

## Історія
Місцина Гофбурґ документовано згадується починаючи з 1279 як урядовий центр багатьох імперій та республік.
Збудовано Гофбурґ на Гельденплаці за часів царювання Імператора Франца Йосипа Австрійського, як частина Форуму кайзера, який так ніколи і не був закінчений.
Гофбурґ є творчою спадщиною багатьох видатних архітекторів, таких як італійський інженер-архітектор Філіберто Лучезе (Filiberto Luchese) (Leopoldischiner Trakt), Людовіко Бурначіні (Lodovico Burnacini) та Мартіно й Доменіко Карлоне, архітекторів часів бароко Люкас фон Гільдебрандт та Йоган Бернгард Фішер фон Ерлах (крило рейхсканцелярії та зимова верхова школа), Йоган Бернгард Фішер фон Ерлах (бібліотека), та архітектори величного «Нового Міста» (Ноє Бург) збудованого між 1881 та 1913 роками.
27 листопада 1992 пожежа охопила палац Гофбурґ. Від вогню постраждали Великий та Малий зали, де в 1814-1815 проходили засідання Віденського конгресу, два гобелени XVIII століття, але пожежникам вдалося врятувати палац.

## Комплекс
До комплексу Гофбурґ входять такі споруди : 
- низка резиденцій (в тому числі Амаліенбурґ);
- собори (Hofkapelle, Hofmusikkapelle, Burgkapelle);
- Музеї: 
  - Музей природної історії
  - Музей історії мистецтв;
- Австрійська національна бібліотека (Österreichische Nationalbibliothek);
- Імператорська скарбниця (Schatzkammer);
- Бурґтеатр (Burgtheater);
- верхова школа (Hofreitschule);
- імперські стайні (the Stallburg and Hofstallungen).